# 릴밥스
릴밥스(Lill-Babs, 1938년 3월 9일 ~ 2018년 4월 3일)는 스웨덴의 싱어송라이터이다. 1961년 유로비전 송 콘테스트에 스웨덴 대표로 참가했다.